# Alain Petit
Alain Petit est un journaliste du cinéma, écrivain, scénariste, compositeur et acteur français né le 19 décembre 1944 à Nanterre.

## Biographie
Cinéphile depuis son plus jeune age, il écume les salles de Nanterre avec son frère ainé. Il s'éprend pour le cinéma fantastique puis pour le Western spaghetti qu'il défendra beaucoup par écrit. Il sera l'un des premiers, avec Jean-Pierre Bouyxou, à parler de Jess Franco et de son cinéma. Il le rencontre en 1973 et une amitié l'unira avec Franco. Ce dernier lui demandera de lui écrire des dialogues, des musiques et lui donnera des petits rôles. Alain Petit signera les dialogues du très bon Plaisir à trois en 1974. Il jouera également un rôle dans le milieu du Fanzine avec ses quelques numéros de son Masque de la Méduse au tout début des années 70. Il collabore aussi à Horizons de Fantastique, Mad Movies (le fanzine puis la revue), très fugitivement à L’Écran fantastique  et les fanzines "Peeping Tom" de Michel Heurtalt, "Skull Island" de Francois Joyeux, "Fusion Fantasy » de Jean Marc Baurit, "Ciné Zine Zone" de Pierre Charles, "Monster Bis" de Norbert Moutier, "ZOMBIE ZINE" de Pierre Pattin. Il écrira aussi pour les revues Vampirella et Creepy. 
Dans les années 90, il consacre également un fanzine en huit volumes à Jess Franco, les Manacoa Files.
La maison de production Eurociné fera appel à lui pour écrire le scénario de La Guerre du pétrole en 1979, le film ne semble pas ou très peu garder d'élément du script original.   
Alain Petit se verra confié des petits rôles dans des films de cinéma bis français. Il fait de la figuration dans Le Lac des morts vivants de Jean Rollin en 1981. On l'aperçoit au début de La Morte vivante du même Jean Rollin où il se fait transpercer la gorge par Françoise Blanchard.   
En 1983 il livre une bataille de tronçonneuses dans le culte Mad Mutilator de Norbert Moutier aux côtés de Howard Vernon, Jean-Pierre Putters, Christophe Lemaire, François Cognard, Bruno Terrier.
En 1992, Jean-Pierre Dionnet l'engage comme conseiller cinématographique pour l'émission Cinéma de quartier sur Canal +.
Jess Franco lui fait interpréter Paul Radeck dans son film Tender Flesh sorti en 1997. Il en réalise le making of que l'on peut désormais voir en bonus du DVD sorti chez Artus films.   
À partir des années 2010 il intervient dans les bonus DVD de l'éditeur Artus films pour les films de Jess Franco mais aussi pour le cinéma gothique, d'espionnage, Westerns... En 2015, il écrit deux livres pour le même éditeur, 20 ans de Western européen et Jess Franco, ou les prospérités du bis.

## Filmographie

### Réalisation
- 1997 : Making Of de Tender Flesh

### Scénarios & Dialogues
- 1974 : Plaisir à trois de Jess Franco
- 1974 : Le Jouisseur de Jess Franco
- 1975 : Les Chatouilleuses de Jess Franco
- 1979 : La Guerre du pétrole de Luigi Batzella (idée originale)

### Acteur & Figuration
- 1972 : Vigoureux La Fureur de vivre de Jean-Claude Forestier
- 1975 : Juliette 69 de Jess Franco
- 1975 : Midnight Party de Jess Franco
- 1981 : Le Lac des morts vivants de Jean Rollin
- 1982 : La Morte vivante de Jean Rollin
- 1982 : Les Amours de Fantômus de Thierry Racine
- 1983 : Mad Mutilator de Norbert Moutier
- 1984 : Le Prince des Vampires de Thierry Racine
- 1985 : Sanguine de Pierre Pattin
- 1997 : Tender Flesh de Jess Franco
- 2013 : Le dernier film de Jess Franco de Pedro Temboury
- 2014 : From the Inside de Guilhem Sandras
- 2014 : Queridos Monstruos de J.Prada et K.Prada

### Compositeur
- 2000 : Helter Skelter de Jess Franco

### Livres
- 2015 : 20 ans de Western européen (publié chez Artus films)
- 2015 : Jess Franco, ou les prospérités du bis (publié chez Artus films)